# Goerodes ulrikae
Goerodes ulrikae är en nattsländeart som beskrevs av Jacquemart och Statzner 1981. Goerodes ulrikae ingår i släktet Goerodes och familjen kantrörsnattsländor. Inga underarter finns listade i Catalogue of Life.